# Pterorhinus
Pterorhinus – rodzaj ptaków z rodziny pekińczyków (Leiotrichidae).

## Zasięg występowania
Rodzaj obejmuje gatunki występujące w Azji.

## Morfologia
Długość ciała 22–34,5 cm; masa ciała 51–170 g.

## Systematyka

### Etymologia
- Pterorhinus: gr. πτερον pteron „pióro”; ῥις rhis, ῥινος rhinos „nozdrza”[9].
- Babax: gr. βαβαξ babax, βαβακος babakos „gaduła, papla”, od βαβαζω babazō „paplać”[10]. Gatunek typowy: Pterorhinus lanceolatus J. Verreaux, 1871.
- Rhinocichla: gr. ῥις rhis, ῥινος rhinos nozdrza; κιχλη kikhlē „drozd”[11]. Gatunek typowy: Timalia mitrata S. Müller, 1836.
- Dryonastes: δρυς drus, δρυος druos „drzewo”; ναστης nastēs „mieszkaniec”, od ναιω naiō „mieszkać”[12]. Gatunek typowy: Ianthocincla ruficollis Jardine & Selby, 1838.
- Kaznakowia (Kasnakowia): Aleksandr Mikołajewicz Kaznakow (1872–1932) – rosyjski oficer, podróżnik, który towarzyszył w ekspedycjach Piotrowi Kozłowowi[13]. Gatunek typowy: Babax waddelli Dresser 1905 (= Kaznakowia koslowi Bianchi, 1905).

### Podział systematyczny
Takson wyodrębniony na podstawie badań filogenetycznych z Garrulax. Do rodzaju należą następujące gatunki:
- Pterorhinus delesserti (Jerdon, 1839) – sójkowiec rdzawoskrzydły
- Pterorhinus gularis (McClelland, 1840) – sójkowiec rdzawobrzuchy
- Pterorhinus vassali (Ogilvie-Grant, 1906) – sójkowiec białosterny
- Pterorhinus galbanus (Godwin-Austen, 1874) – sójkowiec żółtogardły
- Pterorhinus mitratus (S. Müller, 1836) – sójkowiec kasztanowogłowy
- Pterorhinus ruficollis (Jardine & Selby, 1838) – sójkowiec rdzawoszyi
- Pterorhinus nuchalis (Godwin-Austen, 1876) – sójkowiec asamski
- Pterorhinus chinensis (Scopoli, 1786) – sójkowiec czarnogardły
- Pterorhinus sannio (Swinhoe, 1867) – sójkowiec białobrewy
- Pterorhinus perspicillatus (J.F. Gmelin, 1789) – sójkowiec maskowy
- Pterorhinus pectoralis (Gould, 1836) – sójkowiec obrożny
- Pterorhinus davidi Swinhoe, 1868 – sójkowiec żółtodzioby
- Pterorhinus woodi (Finn, 1902) – sójkowiec śpiewny – gatunek wyodrębniony ostatnio z P. lanceolatus[16].
- Pterorhinus lanceolatus J. Verreaux, 1871 – sójkowiec chiński
- Pterorhinus waddelli (Dresser, 1905) – sójkowiec kreskowany
- Pterorhinus koslowi (Bianchi, 1905) – sójkowiec tybetański
- Pterorhinus albogularis (Gould, 1836) – sójkowiec białogardły
- Pterorhinus caerulatus (Hodgson, 1836) – sójkowiec modrooki
- Pterorhinus poecilorhynchus (Gould, 1863) – sójkowiec rdzawy